# Хилвју (Илиноис)
Хилвју (енгл. Hillview) град је у америчкој савезној држави Илиноис.

## Демографија
По попису из 2010. године број становника је 193, што је 14 (7,8%) становника више него 2000. године.
| Група             | 2000.        | 2010.       |
| Белци             | 179 (100,0%) | 188 (97,4%) |
| Афроамериканци    | 0 (0,0%)     | 2 (1,0%)    |
| Азијати           | 0 (0,0%)     | 0 (0,0%)    |
| Хиспаноамериканци | 0 (0,0%)     | 1 (0,5%)    |
| Укупно            | 179          | 193         |